# فصة جرارة
الفصة الجرارة أو الفصة المدببة نوع نباتي يتبع لجنس الفصة من الفصيلة البقولية. اسمه العلمي (باللاتينية: Medicago doliata).

## الموئل والانتشار
موطنها بلاد الشام والمغرب العربي وتركيا وكل مناطق شمال حوض البحر الأبيض المتوسط.
تتواجد في مناطق الساحل السوري.

## الوصف النباتي
نبات حولي، موبر نوعاً ما، ساقه مفترشة متفرعة من القاعدة، وموبرة بوبر قائم. الأوراق موبرة على الوجهين بوبر ناعم خفيف منبطح. الوريقات بيضوية مقلوبة متطاولة أو عريضة قليلا إلى بيضوية رمحية مقلوبة( شبه معينية) ويمكن أن تكون اهليلجية، وهي مسننة في نصفها العلوي بأسنان مثلثية أو منشارية، كما أن حوافها مهدبة. الأذينات مزغبة على الوجه السفلي بشكل خفيف، حوافها مشرشرة قليلاً أو مسننة في النصف السفلي فقط (على الأفرع العلوية تكون الأذينات مكتملة تقريباً). الأزهار صفراء من 1- 2 تحمل على حامل زغبي يصل إلى طول المعلاق الورقي أو أطول منه أو أقصر وينتهي بسفا قصير جداً ورفيع أو دون سفا ؛ العلم بيضوي معكوس؛ الكأس الزهري مغطى بأوبار طويلة، والأسنان أطول من الأنبوب أو تساويه أو أقصر منه. القرون جرداء (الخضراء موبرة قليلاً) تقريباً، وذات نسج صلبة؛ هذه القرون ذات شكل أسطواني قمته محدبة وقاعدته تتراوح بين المحدبة والمسطحة، أو كروي أو بيضوي تقريباً أو بيضوي متطاول (تقريباً اهليلجي). يتشكل القرن من 4-6 لفات متلاصقة بشدة، حوافها سميكة وتتألف من قسمين علوي وسفلي عريضين وبارزين يحصران فيما بينهما مجرى منخفض يمر فيه خط الالتحام الظهري بمستوى أدنى من الحرفين العلوي والسفلي أو تكون الأقسام الثلاثة في نفس المستوى ؛ يخرج على الحواف صفين من الأشواك المخروطية (غالباً) غير الخطافية (بعضها خطافي)، بزاوية منفرجة بالنسبة لسطح اللفة (قريبة من المسطحة)، وقواعدها سميكة وعريضة منغمسة في نسج القرن، أما قممها فحادة وقد تنحني نوعاً ما، أما طولها فقليلاً ما يتجاوز عرض الحافة∙ البذور متباينة الأحجام في نفس القرن كلوية- مقوسة وأحياناً اهليلجية- بيضوية، صفراء إلى صفراء- مسمرة.

## مرادفات للاسم العلمي
- (باللاتينية: Medicago aculeata Willd.)
- (باللاتينية: Medicago neglecta Guss.)
- (باللاتينية: Medicago oliviformis Guss.)
- (باللاتينية: Medicago aculeata var. inermis (Asch.) Heyn)